# Шуравин, Матвей Дмитриевич
Матвей Дмитриевич Шуравин (род. 22 марта 2006, Москва) — российский хоккеист, защитник.

## Биография
Сын волейболиста Дмитрия Шуравина. Воспитанник ЦСКА. С сезона 2022/23 стал играть в МХЛ за команду «Красная армия». 9 октября 2023 года в гостевом матче ЦСКА против «Сочи» (3:2 ОТ) дебютировал в КХЛ.